# Tsuyoshi Kaneko
Tsuyoshi Kaneko (金子 剛 Kaneko Tsuyoshi?), född 8 april 1983 i Tochigi prefektur, är en japansk före detta fotbollsspelare.
Kaneko började sin karriär 2002 i Mito HollyHock. 2004 blev han utlånad till Grulla Morioka. 2006 flyttade han till Tochigi SC. Efter Tochigi SC spelade han för Yokogawa Musashino. Han avslutade karriären 2009.